# Maria Tsiartsiani
Maria Tsiartsiani (griechisch Μαρία Τσιαρτσίανη; * 21. Oktober 1980 in Thessaloniki) ist eine ehemalige griechische Volleyball- und Beachvolleyballspielerin. Sie wurde sowohl in der Halle als auch achtmal im Sand Meisterin ihres Heimatlandes.

## Karriere

### Karriere Halle
Die Sportlerin startete ihre Volleyballkarriere in ihrem Heimatort bei Filathlitikos. In der zweiten Saison wurde sie mit dem Verein Dritte in der höchsten griechischen Liga. Ein Jahr später reichte es sogar zur Vizemeisterschaft und zum Pokalfinale. Anschließend wechselte die Mittelblockerin zu Iraklis und eine weitere Spielzeit später zu FO Vrilissia. Mit dem Verein aus dem Vorort der griechischen Hauptstadt hatte sie ihre erfolgreichste Zeit in der Halle. 2002 belegte das Team den dritten Rang in der Liga und zog ins ins Pokal-Halbfinale ein. Ein Jahr später wurde FO Vrilissia noch einmal Dritter in der Meisterschaft und gewann den griechischen Pokal. 2004 gelang das Double aus Meisterschaft und Pokal. Danach spielte Tsiartsiani noch eine Saison für Aris Thessaloniki. Mehr als ein achter Platz in der Runde und der Viertelfinaleinzug im Pokal sprang dabei allerdings nicht mehr heraus, sodass die Athletin am Ende der Spielzeit ihre Hallenkarriere beendete.

### Karriere Beach
Tsiartsiani sammelte 2000 und 2001 erste internationale Erfahrungen bei Challenger-Turnieren in Xylokastro, bevor sie 2002 drei Open-Turniere mit Polyxeni Kitsou bestritt, mit der sie im gleichen Jahr zum ersten Mal griechische Meisterin wurde. In den folgenden beiden Jahren spielte sie mit Ekaterini Nikolaidou und schaffte einen fünften Platz in Osaka. Nach der Teilnahme an der Weltmeisterschaft 2003 erreichte das Duo bei der Europameisterschaft 2004 den neunten Rang.
Ab 2005 spielte Tsiartsiani mit Efthalia Koutroumanidou und erkämpfte mit ihr ihren zweiten Landesmeistertitel. Nach einem erneuten fünften Platz in Osaka kam sie mit der neuen Partnerin gleich in die Top Ten der Weltmeisterschaft in Berlin und gewann Medaillen bei den Open-Turnieren in Espinho und Bali. Zwei Jahre später reichte es beim WM-Turnier in Gstaad nur zum 17. Rang, aber bei der Europameisterschaft 2008 kehrten die Griechinnen wieder in die Top Ten zurück. Nach der zweiten gemeinsamen griechischen Meisterschaft nahmen sie an den Olympischen Spielen in Athen teil und wurden vor heimischem Publikum Neunte. Kurze Zeit später trennte sich das Duo.
2009 bildete Tsiartsiani ein neues Duo mit Vasiliki Arvaniti, das mit dem siebten Platz in Brasília und einer griechischen Meisterschaft startete. Als Gruppenzweite kamen Arvaniti/Tsiartsiani bei der WM in Stavanger in die K.-o.-Runde und schieden im Achtelfinale gegen die späteren Weltmeister Ross/Kessy aus. Im weiteren Verlauf des Jahres gab es noch einen zweiten Platz beim Grand Slam in Marseille und zwei fünfte Plätze bei Open-Turnieren. 2010 wurden Arvaniti/Tsiartsiani nach der erfolgreichen Titelverteidigung bei der griechischen Meisterschaft sechs Mal Neunte auf der World Tour, bevor sie zur EM in Berlin reisten. Dort mussten sie sich als Gruppenzweiter der Vorrunde im Achtelfinale den finnischen Nyström-Schwestern geschlagen geben. Im folgenden Jahr schafften sie bei der WM in Rom den Gruppensieg, verloren aber dann im ersten K.-o.-Spiel gegen die Spanierinnen Liliana/Baquerizo. Die EM in Kristiansand endete für Arvaniti/Tsiartsiani ebenfalls in der ersten Hauptrunde gegen die Österreicherinnen Hansel/Montagnolli. Als beste World-Tour-Ergebnisse 2011 erzielten sie zwei fünfte Plätze in Stavanger und Den Haag. 2012 kamen sie nach dem dritten gemeinsamen Landesmeistertitel und zwei neunten Plätzen bei den Grand Slams in China zur EM in Den Haag an. Dort kamen sie bis ins Finale, in dem sie – wie bereits im ersten Gruppenspiel – eine Niederlage gegen Keizer/van Iersel kassierten. Die Vize-Europameister qualifizierten sich auch für die Olympischen Spiele in London. In einer ausgeglichenen Vorrunden schieden sie trotz ihrer vier Punkte als Gruppenletzter aus. Mit einem abschließenden siebten Platz bei den Bang Saen Open endete ihre gemeinsame Zeit vorläufig.
Nach ihrer Babypause spielte Tsiartsiani von Juni 2014 bis September 2015 wieder zusammen mit Arvaniti und stand mit ihr bei der heimischen Meisterschaft noch zweimal auf der oberste Stufe des Podests. Bei der EM 2015 in Klagenfurt erreichten die Griechinnen Platz fünf.

## Privates
Tsiartsiani ist mit dem deutschen Beachvolleyballspieler und -trainer Christoph Dieckmann verheiratet. Die beiden haben seit 2013 eine Tochter Sophia sowie seit 2017 einen Sohn Aris und leben in Thessaloniki.